# No. 5
«No. 5» es el primer sencillo de la banda de rap metal Hollywood Undead, de su primer álbum Swan Songs.

## Canción
La canción es uno de los del primer grupo de pistas y fue escrito en 2005 bajo el nombre de «Hollywood». Con la canción y el título del grupo asociado: ver a disco con la canción, un amigo Dzhorela Decker (J-Dog) poner el nombre de la canción antes de que el nombre original del grupo de los «muertos vivientes».
En noviembre de 2005, la canción fue incluida en la primera colección de MySpace Records bajo el nombre de «No.5». En 2006, lanzaron su primer video musical para la canción Hollywood Undead «No.5», dirigida por Pax Franshot (S.Pax Franchot). En 2007, la canción iba a ser el tema inédito álbum quinto.
2 de septiembre 2008 los Cantos del cisne del álbum, en el que la canción es la quinta pista. En el otoño de ese mismo año lanzaron el video musical dirigido por Jonas Okerlund.

## Letra
La canción se llamaba «las filas duplicadas de Hollywood, nunca goin 'abajo!», Ejecutado Erlichmanom Aron (Deuce). El primer verso dice Jordan Terrell (escena Charlie), el segundo verso - George Reagan (Johnny 3 Tears), el coro canta Deuce. Hip Hop Bridge, interpretado por Dylan Alvarez (Funny Man), interrumpió gritando Mateo St. Claire (Da Kurlzz) y Deuce voz limpia.
- Datos: Q3661165